# Puccinia kenmorensis
Puccinia kenmorensis är en svampart som beskrevs av Cummins 1945. Puccinia kenmorensis ingår i släktet Puccinia och familjen Pucciniaceae.   Inga underarter finns listade i Catalogue of Life.